# G album -24/7-
G Album -24/7-是日本二人組合近畿小子的第7張專輯，於2003年10月22日由傑尼斯娛樂唱片公司發行。

## 解說
本專輯是自2001年以來相隔兩年後，把在短短五個月間推出的三張單曲收錄的專輯。這張與上張專輯發行時間相隔約10個月的專輯，完結了精力地活躍於KinKi Kids名義活動的2003年。
從出道專輯『A album』開始，都以由A開始的英文字母作為專輯名字。但從本專輯開始，首次除了英文字母的專輯名字之外，還加上了一個副題。本專輯的副題是『24/7』，解作「24Hours（24小時）及7Days（7天＝1星期）」，意思就是說“永遠、何時”。同時24也是專輯推出時兩人的年齡，而7也可被解作第7張原創專輯。就連專輯內收錄的歌曲歌詞中，也有出現了24和7這兩個數字，可謂這張專輯的整體概念。在宣傳廣告上，兩人以模倣視力檢查的短劇作為電視廣告內容去宣傳本專輯。
除了幽默的廣告之外，本專輯也首次收錄了各人的獨唱曲兩首，一首是親自作曲作詞，另一首則是提供曲。這樣漸漸多收錄自作曲於唱片的傾向，是因為去年二人曾經分開進行了各自的個人活動。本專輯在這背景之下，融合了一些之前沒有嘗試過的風格，成為了近年特別努力製作的專輯之一。
不過在此之後以團體名義推出的CD間隔卻越來越長，縱然在2004年曾推出過另一張單曲精選專輯『KinKi Single Selection II』，但卻因此把自出道以來每年均會推出原創專輯的做法中斷。在本專輯之後的下一張原創專輯『H album -H·A·N·D-』之間相隔了差不多兩年之多。
初回版的“BLACK”包裝，附有豪華歌詞本。而通常盤的“WHITE”包裝除了附有通常版的歌詞本外，更有由成員二人親自執筆的歌曲內容介紹。另外，兩個版本不單是主題顏色不同，通常盤的封面與初回版不同，封面沒有載有KinKi Kids的照片。不過兩個版本的收錄歌曲完全一樣，這一點與單曲的發行方式不同。
本專輯收錄了同年推出過的3張單曲（『永恆的BLOODS』、『把夢想留給心把愛留給你／閃耀☆渴望』及『薄荷糖（唱片）』）的A面曲。當中「永恆的BLOODS」一曲是專輯混音版本，而另外兩首單曲A面曲就與單曲的版本一樣。
從本專輯開始，可以看到KinKi Kids的曲風真正從偶像式曲風轉變到成熟曲風的傾向，樂曲也以沉着冷靜為主，也有收錄反戰歌曲。

## 收錄歌曲
1. Bonnie Butterfly
  - 作曲：井手功二
  - 作詞：井手功二
  - 編曲：井手功二、米米　亮
  - 和音編排：岩田雅之
2. 永恆的BLOODS（G-mix）（BLOODS (G-mix)）
  - ※堂本光一參與演出的日本可口可樂廣告『No Reason! Coca-Cola 2003』主題曲。第16張單曲。
  - 作曲：堂島孝平
  - 作詞：淺田信一
  - 編曲：ha-j
  - 弦樂編排：村山達哉
3. Destination
  - 作曲：Gajin
  - 作詞：Gajin
  - 編曲：DANCE☆MAN
  - 銅樂編排：川松久芳
4. 世界上的大家…。（世界中のみんなで…。）
  - 作曲：周　　水
  - 作詞：周　　水
  - 編曲：Fredrik Hult、Ola Larsson
  - 和音編排：知野芳彥
5. 黑的早·白的夜（黒い朝・白い夜）
  - ※堂本剛獨唱作品。
  - 作曲：堂島孝平
  - 作詞：堂島孝平
  - 編曲：知野芳彥
6. 消失不了的悲傷　不能抹去的記憶（消えない悲しみ 消せない記憶）
  - ※堂本光一自己作曲作詞的獨唱作品。
  - 作曲：堂本光一
  - 作詞：堂本光一
  - 編曲：佐藤泰將
7. 薄荷糖（薄荷キャンディー）
  - ※堂本剛參與演出的東京放送連續劇『前男友』主題曲。第18張單曲。
  - 作曲：Fredrik Hult、Ola Larsson、Öystein Grindheim、Henning Harturng
  - 作詞：松本　隆
  - 編曲：Fredrik Hult、Ola Larsson、Öystein Grindheim、Henning Harturng
  - 和唱編排：三谷泰弘
8. Another Christmas
  - 作曲：Larry Forsberg、Sven-Inge Sjoberg、Lennart Wasttesson
  - 作詞：久保田洋司
  - 編曲：ha-j
  - 和音編排：知野芳彥
9. Virtual Reality
  - ※堂本光一獨唱作品。
  - 作曲：松本良喜
  - 作詞：double S
  - 編曲：松本良喜
10. ORANGE
  - ※堂本剛自己作曲作詞的獨唱作品。
  - 作曲：堂本　剛
  - 作詞：堂本　剛
  - 編曲：吉田　建
  - 弦樂編排：齋藤　毅
11. 在停電的晚上 -On the night of a blackout-（ -On the night of a blackout-）
  - 作曲：Mats MP Persson、Christer Schill
  - 作詞：秋元　康
  - 編曲：Mats MP Persson
  - 和音編排：三谷泰弘
12. 龍脈
  - 作曲：松本良喜
  - 作詞：Satomi
  - 編曲：松本良喜
  - 弦樂編排：村山達哉
13. 把夢想留給心把愛留給你（心に夢を君には愛を）
  - ※第17張單曲。
  - 作曲：松本良喜
  - 作詞：Satomi
  - 編曲：松本良喜
  - 管樂編排：下神龍哉